# Haploglossa marginalis
Haploglossa marginalis är en skalbaggsart som först beskrevs av Johann Ludwig Christian Gravenhorst 1806.  Haploglossa marginalis ingår i släktet Haploglossa, och familjen kortvingar. Arten är reproducerande i Sverige.